# خوان بيل
خوان بيل هو لاعب كرة قاعدة دومينيكاني، ولد في 29 مارس 1968 في سان بيدرو دي ماكوريس في جمهورية الدومينيكان، وتوفي في 24 أغسطس 2016 في سانتو دومينغو في جمهورية الدومينيكان بسبب اعتلال الكلية.

## وصلات خارجية
- خوان بيل على موقع دوري كرة القاعدة الرئيسي (الإنجليزية)
- خوان بيل على موقعبيزبول رفرنس.كوم (الدوري الرئيسي) (الإنجليزية)
- خوان بيل على موقعبيزبول رفرنس.كوم (الدوري الثانوي) (الإنجليزية)
- خوان بيل على موقع إي إس بي إن.كوم (أم.أل.بي) (الإنجليزية)
- خوان بيل على موقع مشجعي الرسوم البيانية (الإنجليزية)